# Glomus arborense
Glomus arborense är en svampart som beskrevs av McGee 1986. Glomus arborense ingår i släktet Glomus och familjen Glomeraceae.   Inga underarter finns listade i Catalogue of Life.